# S.W.A.T. (2017년 드라마)
《S.W.A.T.》는 2017년부터 현재까지 방영된 미국의 텔레비전 드라마이다. 지난 1975년 드라마 《S.W.A.T.》을 원작으로 한 작품이다.